# Mad World (Hardwell)
Mad World is een nummer van de Nederlandse dj Hardwell uit 2015. Het nummer is ingezongen door de Nederlandse zanger Jaap Reesema, die als Jake Reese op de credits vermeld staat.
De originele versie haalde de hitlijsten in het Nederlandse taalgebied, Wallonië en Frankrijk. Het haalde in Nederland de 1e positie in de Tipparade, en in Vlaanderen bereikte het de 37e positie in de Tipparade. Jaap Reesema heeft ook een akoestische versie van het nummer opgenomen.